# The Who
A The Who brit rockegyüttest 1964-ben alapította Pete Townshend (gitár, vokál, billentyűs hangszerek), Roger Daltrey (ének, gitár, szájharmonika) és John Entwistle (basszusgitár, rézfúvós hangszerek, vokál). Nem sokkal később csatlakozott hozzájuk Keith Moon (dob, vokál). Energikus fellépéseikkel lettek ismertek, melyeket gyakran hangszereik összetörésével fejeztek be. A The Who lemezei 100 millió példányban keltek el, kislemezeikből 27 lett top 40-es az Egyesült Királyságban és az Amerikai Egyesült Államokban. Albumaik közül az Egyesült Államokban 17 került be a top 10-be, 18 arany, 12 platina, 5 pedig multiplatina minősítést kapott.
A The Who az 1965 januárjában megjelent I Can’t Explain-nel kezdődő top 10-es kislemezek sorozatával lett ismert az Egyesült Királyságban. Ezeket elsősorban a Radio Caroline-hoz hasonló kalózrádiók játszották. Ezt követően jelentek meg a My Generation (1965), A Quick One (1966) és The Who Sell Out (1967) albumok, melyek közül az első kettő top 5-ös lett az Egyesült Királyságban. Első amerikai sikerüket 1967-ben érték el a Happy Jack-kel, mellyel bekerültek a top 40-be. Az I Can See For Miles daluk még ugyanebben az évben jutott fel a lista első tíz helyébe. Hírnevüket a Monterey-i, Woodstocki és Isle of Wight fesztiválokon adott fellépéseikkel növelték. Az 1969-ben kiadott Tommy volt az első azokból az amerikai top 10-es albumokból, amely egymás után jelentek meg (Live at Leeds (1970), Who’s Next (1971), Quadrophenia (1973), The Who by Numbers (1975), Who Are You (1978) és The Kids Are Alright (1979)).
1978. szeptember 7-én Keith Moon 32 évesen elhunyt. Ezt követően az együttes két lemezt adott ki: az Amerikában és Angliában top 5-ös Face Dances-t (1981) és az amerikai top 10-es It’s Hard-ot (1982). Ezeket az albumokat Kenney Jones-szal (Small Faces) rögzítették, majd 1983-ban a The Who feloszlott. Később több alkalommal összeálltak, mint például a Live Aid-re, vagy a 25. évfordulós turnéjukra 1989-ben, valamint az 1996-os, 1997-es és 2012-es Quadrophenia turnékra. 2000-ben a három életben maradt eredeti tag között felvetődött egy új album elkészítése, de a munkálatoknak véget vetett Entwistle 2002-ben bekövetkezett halála. Tonwshend és Daltrey továbbra is koncertezik The Who névvel, 2006-ban pedig kiadták az Endless Wire stúdióalbumot, amely az Egyesült Királyságban és az Egyesült Államokban is top 10-es lett.
A The Who 1990-ben, beiktatásuk első lehetséges évében bekerült a Rock and Roll Hall of Fame-be. A múzeum így jellemzi őket: „Sokak szerint elsődleges jelöltek a világ legjobb rockzenekara címre”. A Time 1979-ben azt írta róluk: „Egyetlen másik zenekar sem feszegette ennyire a rockzene határait vagy várt ilyen sokat tőle.” A Rolling Stone magazin szerint „a The Beatles és a The Rolling Stones mellett a The Who teszi teljessé a brit rockzene szentháromságát”. 1988-ban a Brit Hanglemezgyártók Szövetsége életműdíjjal tüntette ki őket, 2001-ben pedig a Grammy Életműdíjat vehették át. 2008-ban Townshendet és Daltrey-t a 31. Kennedy Center Honors díjkiosztón is kitüntették. Ugyanebben az évben a VH1 Rock Honors-on a The Who előtt tisztelegtek a fellépők, ahol Jack Black a Tenacious D-ből „minden idők legnagyobb együttesének” nevezte őket.

## Történet

### 1960-as évek
1962-ben az amerikai R&B és a brit skiffle hatására Pete Townshend és John Entwistle, akik az Acton County Grammar School-ban lettek barátok, megalapították dixieland jazzegyüttesüket The Confederates néven. Townshend bendzsózott, Entwistle pedig kürtön játszott, amin az iskolai zenekarban tanult meg játszani. Roger Daltrey egy londoni utcán találkozott Entwistle-lel. Megkérte, hogy csatlakozzon az előző évben megalakított együtteséhez, a The Detourshoz. Néhány héttel később Entwistle beszervezte Townshendet, mint második gitárost. Ebben a korai szakaszban a The Detours több különböző stílusú zenét játszott. Elsősorban az amerikai blues és country volt rájuk hatással, főleg mégis R&B dalokat játszottak. A The Detours tagja volt Daltrey (szólógitár), Townshend (ritmusgitár), Entwistle (basszusgitár), Doug Sandom (dob) és Colin Dawson (ének). Dawson távozása után Daltrey lett az énekes, Townshend pedig, Entwistle bátorítására, elvállalta a szólógitáros szerepét. Az együttes lemezszerződést keresett. Azt a tanácsot kapták, hogy keressenek egy jobb dobost, és kezdjenek saját dalokat írni (példaként a The Beatlest és a Rolling Stonest hozták fel). 1964-ben Sandom kilépett az együttesből. Hogy eleget tegyenek a szerződésben foglalt megkötéseknek, az együttes felbérelt egy session dobost a hátralevő koncertjeikre. Közben új dobost kerestek. Az egyik koncertjükön találkoztak először Keith Moonnal, aki akkoriban a Beachcombers nevű félprofi együttesben játszott. Moon eljátszott néhány dalt az együttessel, eközben széttörte az egyik lábdob pedált és beszakította a bőrt az egyik dobon. A többi tagot lenyűgözte az energiája és elszántsága, ezért helyet kapott a zenekarban.
1964 februárjában Entwistle megtudta, hogy létezik még egy The Detours nevű együttes. Valentin napon változtatták a nevüket The Who-ra Townshend szobatársának ötlete nyomán (Townshend a The Hair nevet javasolta). Moon ugyanebben az évben csatlakozott az együtteshez, így kialakult a The Who legendás felállása. 1964 nyarán, a mod Peter Meaden menedzser hatására, rövid időre The High Numbersre változtatták nevüket. Ezen a néven adták ki Zoot Suit/I'm the Face kislemezüket, elsősorban a mod rajongók számára. A kislemez nem került fel a listákra, az együttes pedig visszatért a The Who névhez. Meaden menedzsert leváltották, helyét a Kit Lambert és Chris Stamp menedzserpáros vette át. Ők a Railway Tavernben látták először az együttest. Lambert és Stamp kifizette Meadent, majd felajánlották a zenekar menedzselését. Elsősorban a brit modok körében váltak népszerűvé. Hogy kihangsúlyozzák innovatív zenei stílusukat, az együttes kitalálta a „Maximum R&B” szlogent.

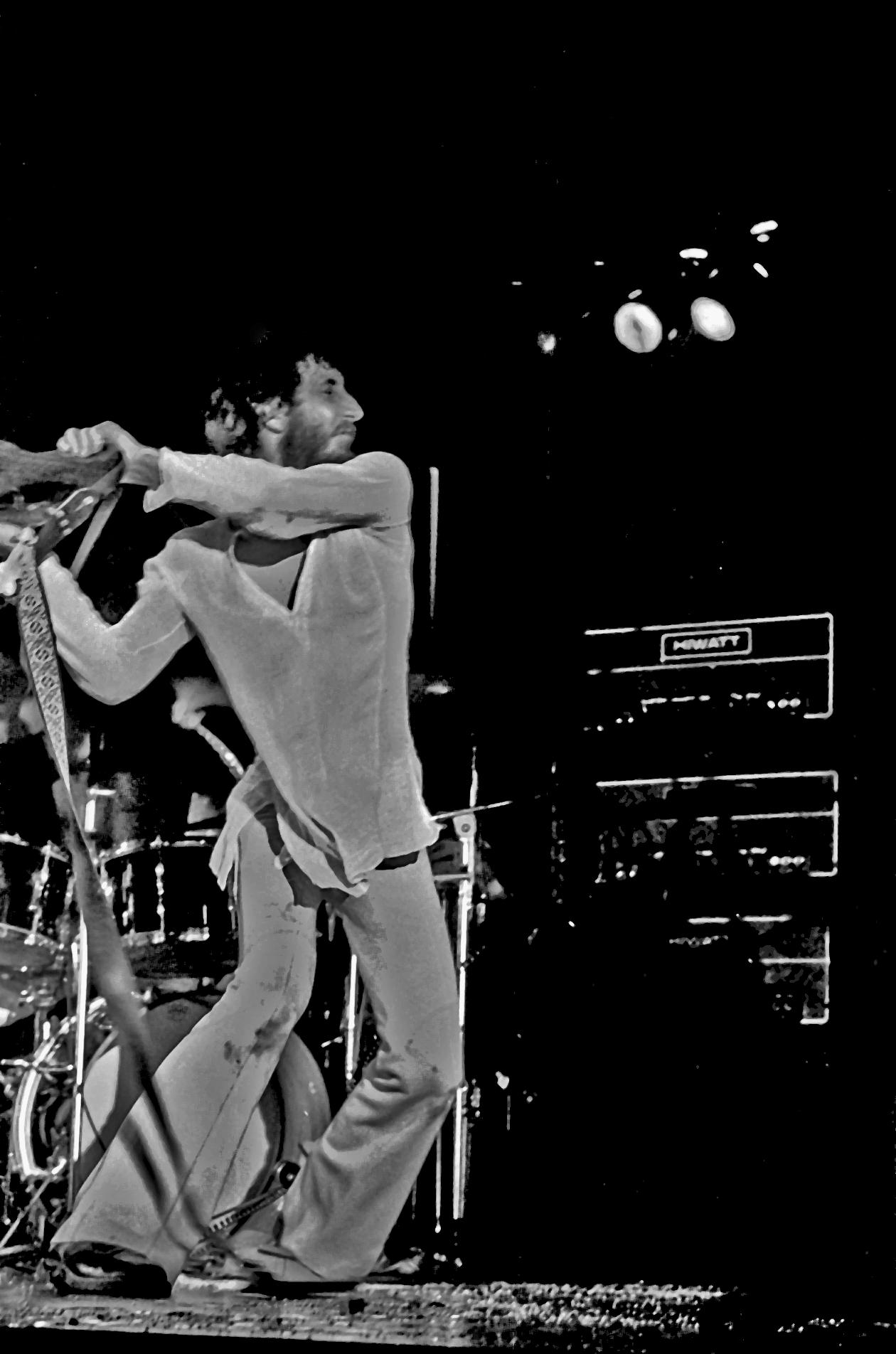
Townshend összetöri a gitárját a The Who 1972. augusztus 12-ei, hamburgi koncertjén

A The Who jelentős rajongótáborral rendelkezett, de ki kellett tűnniük a többi londoni ambiciózus együttes közül. 1964 júniusában egy, a Wealdstone-i Railway Hotelben tartott, fellépésen Townshend véletlenül eltörte a gitárja nyakát az alacsony mennyezetben. A közönség vihogásán feldühödve darabokra törte a hangszert a színpadon, majd felvett egy másik gitárt, és azzal folytatta a koncertet. Néhány héttel később ugyanitt Townshend kifogyott a gitárokból, ezért ledöntötte a Marshall erősítők falát. Moon, nehogy háttérbe kerüljön, összetörte a dobfelszerelését. Ezzel az együttes megtalálta azt a sajátosságot, amivel kitűnhettek. A hangszereik összetörése évekig a The Who-koncertek elengedhetetlen része volt. A Railway Hotelben történteket a Rolling Stone a rock 'n' roll történetét meghatározó egyik eseménynek nevezte. Az együttes elsődleges dalszerzője Townshend lett. Entwistle is részt vett a dalszerzésben, Moon és Daltrey pedig néha megírtak egy-egy dalt az 1960-as és 70-es években.

#### Első kislemezek ésMy Generation
Az együttes első kislemezét és egyben első slágerét, az I Can’t Explaint Shel Talmy producer irányítása alatt készítették el, aki több feltörekvő zenekarral dolgozott együtt. A dalt Townshend írta a The Kinks hatása alatt. A dalt csak kevés rádióadó játszotta az Egyesült Államokban, elsősorban Peter Cavanaugh DJ a michigani WTAC AM 600 adón. Az I Can’t Explain top 10-es sláger lett az Egyesült Királyságban, és az Anyway, Anyhow, Anywhere követte, amit Townshend és Daltrey közösen jegyez. Talmy javaslatára a dalba gitár feedbacket is kevertek, ami miatt Amerikában elutasították a kislemezt, amely az Egyesült Királyságban top 10-es lett.
Az együttes első amerikai kislemezeit a Brunswick Records forgalmazta, akkor a Decca leányvállalata. Az amerikai Decca anyavállalata elutasította az együttest, de Angliában továbbra is terjesztették kiadványaikat. Lambert és Stamp elégedetlenek voltak a Shel Talmy által kötött szerződéssel, így felbontották azt. Ezzel évekre megromlott az együttes és a producer kapcsolata. Közben a The Who leszerződött Robert Stigwood Reaction Labeljéhez következő kislemezük, a Substitute kiadására. 1967-ben Lambert és Stamp megalapították saját kiadójukat, a Track Recordsot. A Track-kiadványokat a Polydor Records forgalmazta, és egészen az 1970-es évek közepéig megmaradt a The Who kiadójának.
A My Generation (Amerikában The Who Sings My Generation) 1965 végén jelent meg. A lemezen szerepelt a The Kids Are Alright és a címadó My Generation, amely az egyik első basszusgitár-szólóval rendelkező rockdal volt. Az elkövetkező években újabb slágereket adtak ki: 1966-ban a Substitute-ot egy fiatalemberről, aki szélhámosnak érzi magát; az I’m a Boyt egy fiúról, aki lánynak öltözik; a Happy Jacket egy mentális zavarokkal küzdő fiatalemberről; az 1967-es Pictures of Lilyt egy fiatalemberről, aki csak a szobája falán lévő aktképpel tud foglalkozni. A korai kislemezek, melyeket kivétel nélkül Townshend írt, a szexuális izgatottsággal és a tinédzserkori dühvel foglalkoztak.

#### A Quick OneésThe Who Sell Out

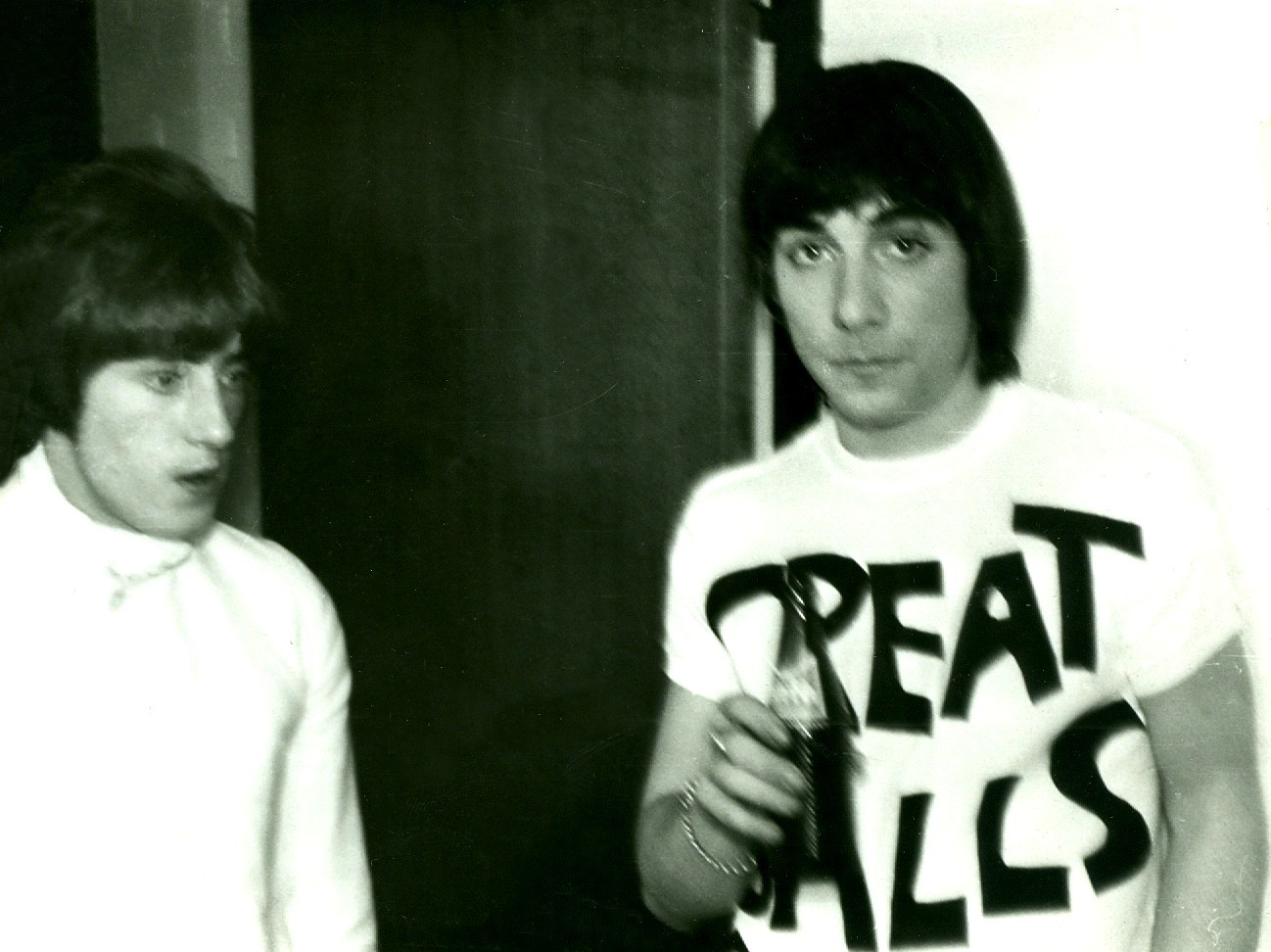
Roger Daltrey (balra) és Keith Moon 1967-ben

Habár kislemezeik rendkívül sikeresek voltak, Townshend a The Who lemezeit egységesnek akarta, nem pedig dalok válogatásának. Townshend az I’m a Boyt egy tervezett rockoperából vette ki. A rockopera első jelei az együttes 1966-os A Quick One (Amerikában Happy Jack) albumán jelentek meg, amely tartalmazta az A Quick One, While He's Away dalcsokrot, amit ők mini-operának neveztek.
Az A Quick One után 1967-ben megjelent a Pictures of Lily, majd a The Who Sell Out, egy koncepcióalbum, amely egy kalózrádió hangulatát adja vissza humoros szignálokkal és reklámokkal. Tartalmazta a Rael című mini rockoperát, valamint a The Who Amerikában legsikeresebb kislemezét, az I Can See For Milest. Ugyanebben az évben a The Who a Monterey-i popfesztiválon összetörte a hangszereit. Ezt a szokást folytatták a The Smothers Brothers Comedy Hour című műsorban való fellépésükön, ahol Moon felrobbantotta a dobfelszerelését. Évekkel később, a The Kids Are Alright film felvételei alatt Townshend azt állította, ekkor kezdődött el a fülzúgása. A dobfelszerelést nagy adag robbanószerrel töltötték fel, miután Moon lefizette az egyik alkalmazottat. A robbanás sokkal nagyobb volt, mint azt várták. A VH1 zenei adó az eseményt a 10. helyre sorolta a 100 legnagyobb tv-s rock 'n' roll pillanat listáján.

#### Tommy
1968-ban a The Who volt a New York-i Central Park-ban tartott Schaefer Music Festival egyik fő fellépője. Júliusban kiadták a Magic Bust. Decemberben részt vettek a The Rolling Stones Rock and Roll Circus-ban, ahol előadták az A Quick One While He’s Away című minioperát. Még ugyanebben az évben Townshend interjút adott a Rolling Stone-nak (ez volt a magazin első interjúja). Townshend bejelentette, hogy egy teljes hosszúságú operán dolgozik. Ez lett a Tommy, az első rockoperának nevezett lemez, és a modern zene egyik mérföldköve.
Ezekben az években Townshend szerzői tevékenységére az indiai Meher Bába tanításai voltak nagy hatással. Bábát a Tommy-ban Avatáraként tüntetik fel. A kereskedelmi siker mellett a Tommy kritikai elismerést is hozott az együttesnek. A Life így írt róla: „színtiszta erejével, az előadás találékonyságával és zsenialitásával a Tommy felülmúl mindent, ami valaha stúdióban született.” A Melody Maker szerint „Most már a The Who az az együttes, akikhez mindenki mást viszonyítanunk kell.”
A The Who ebben az évben fellépett a Woodstocki fesztiválon. Ragaszkodtak hozzá, hogy még a vasárnap reggeli koncertjük előtt megkapják a fellépti díjukat. A koncerten főleg a Tommy-ról játszottak dalokat. A fellépés alatt Abbie Hoffman yippie vezető és Michael Lang szervező a színpadon ültek. Hoffman az egész fesztivál alatt az orvosi sátorban dolgozott, és LSD hatása alatt állt. Hoffman mindenáron fel akarta hívni a figyelmet John Sinclair ügyére, akit 10 évre ítéltek, amiért két marihuánás cigarettát adott egy álruhás rendőrnek. Hoffman a The Who előadása alatti egyik rövid szünetben felugrott, megragadta az egyik mikrofont, majd ezt mondta: „Úgy gondolom, ez az egész egy rakás szar, amíg John Sinclair a börtönben rohad!” Townshend azonnal válaszolt: „Húzz a francba! Húzz a francba a kibaszott színpadomról!”. Ezt követően megütötte Hoffmant a gitárjával. Hoffman leugrott a színpadról és eltűnt a tömegben.

### 1970-es évek

#### Live at Leeds
A The Who 1969 szilveszterén a BBC Pop Go The Sixties című műsorában tűnt fel, ahol előadták az I Can See For Miles dalukat. Ugyanezzel a dalukkal 1970. január 1-jén a BBC One-on léptek fel. 1970 februárjában rögzítették a Live at Leeds albumukat, amit több kritikus is minden idők legjobb koncertalbumának tart. Az album eredetileg csak a fellépés hard rock-dalait tartalmazta, de később megjelent egy bővített kiadása. Egy duplalemezes kiadás a teljes Tommy előadását tartalmazza. A leedsi egyetemen adott koncert a Tommy-turné része volt, mely során a The Who első rockzenekarként lépett fel a New York-i Metropolitan Opera-ban. Márciusban a The Who kiadta az Egyesült Királyságban top 20-as kislemezét, a The Seeker-t.

#### LifehouseésWho’s Next

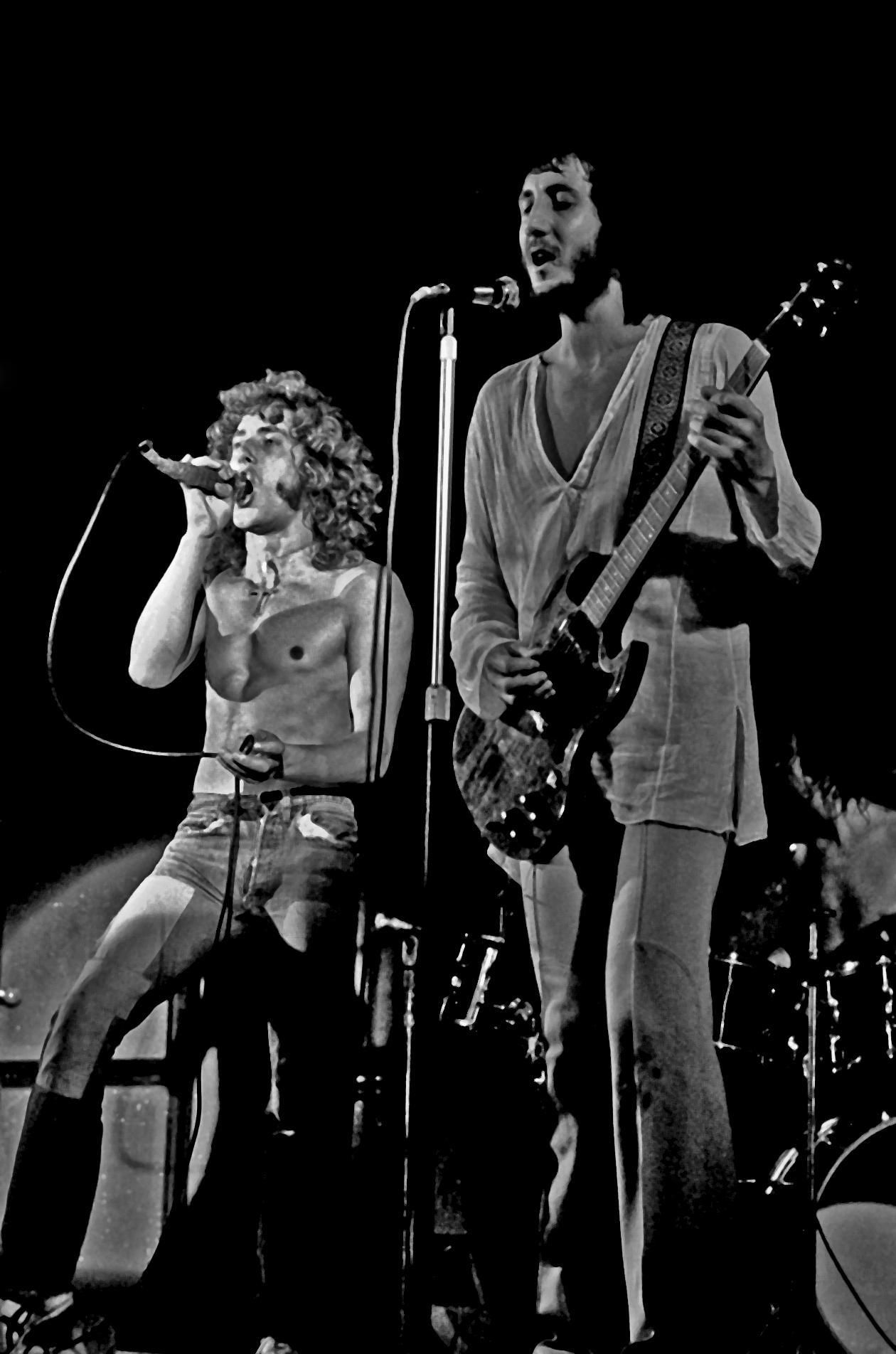
Roger Daltrey (balra) és Pete Townshend a The Who 1972-es hamburgi koncertjén

1971 márciusában az együttes elkezdte rögzíteni az újabb készülő Townshend-rockopera, a Lifehouse már elkészült dalait. A New York-i munkálatokat Kit Lambert vezette, de áprilisban már Glyn Johns-szal folytatták a felvételeket. Az együttes következő albumára, a Who’s Next-re ezekből a felvételekből válogattak, valamint felkerült egy Entwistle-szám is. A lemez lett az együttes legsikeresebb albuma, de kiadásával a Lifehouse-nak vége lett. A Who’s Next Amerikában a negyedik helyig jutott a poplistákon, az Egyesült Királyságban listavezető lett. A Baba O’Riley és Won’t Get Fooled Again dalok korai példái a szintetizátor használatának rockdalokon. Mindkét szám felvételeihez Lowrey-orgonát használtak, habár a Won’t Get Fooled Again rögzítésekor egy VCS3 szintetizátort is használtak. A szintetizátorok az album más dalain is feltűnnek (Bargain, Going Mobile és The Song is Over). Októberben megjelent a Let’s See Action kislemez, amely a 16. helyig jutott a brit kislemezlistán. 1971. november 4-én a The Who nyitotta meg a londoni Rainbow Theatre-t, három este itt játszottak. Felléptek a londoni Young Vic-ben is, ahol előadták a Lifehouse anyagát. Ez a fellépés jelent meg a Who’s Next deluxe kiadásának második lemezén. 1972-ben megjelent a Nagy-Britanniában top 10-es, Amerikában pedig top 20-as Join Together, valamint a mindkét országban top 40-es Relay.

#### QuadropheniaésBy Numbers
A Who’s Next-et a Quadrophenia követte, 1973-ban. Ez volt a The Who második teljes kétlemezes rockoperája. A történet egy Jimmy nevű fiúról szól, akinek nehezére esik megalkotnia saját identitását. A történet hátterét a modok és rockerek közti rivalizálás adja; a cselekmény a korai 1960-as években játszódik az Egyesült Királyságban, elsősorban Brightonban. Az album az Egyesült Királyságban és az Egyesült Államokban is a második helyig jutott a listákon. Az amerikai turnét 1973. november 20-án kezdték meg San Franciscóban, ahol Moon a Won’t Get Fooled Again, majd egy rövid szünetet követően a Magic Bus alatt is elájult. Townshend megkérdezte a közönségtől: „Van itt valaki, aki tud dobolni? Úgy értem, jól.” A koncertet a közönség egyik tagjával, Scot Halpin-nal fejezték be.
1974-ben megjelent a The Who addig még nem hallott stúdiófelvételeket tartalmazó lemeze, az Odds & Sods, amely tartalmazott néhány dalt az elvetett Lifehouse-ból is. 1975-ös lemezük, a The Who by Numbers elsősorban önelemző dalokat tartalmazott. Ezen az albumon szerepelt újabb slágerük, a Squeeze Box is. Némely kritikus a By Numbers-t tartotta Townshend „búcsúlevelének”. Ugyanebben az évben jelent meg a Tommy megfilmesítése is, Ken Russell rendezésében. A film kapcsán Townshendet jelölték a legjobb eredeti filmzenéért járó Oscarra. 1975. december 6-án a The Who beállította a legnagyobb látogatottságú beltéri koncert rekordját. A fellépésre, amit 75 962 ember látogatott meg, a Pontiac Silverdome-ban került sor. 1976. május 31-én a The Who a Charlton Athletic FC otthonában, a The Valley-ben lépett fel. Ezt a koncertet a Guinness Rekordok Könyvében több, mint tíz évig a leghangosabb koncertként (több, mint 120 dB) tartották számon.

#### Who Are Youés Moon halála

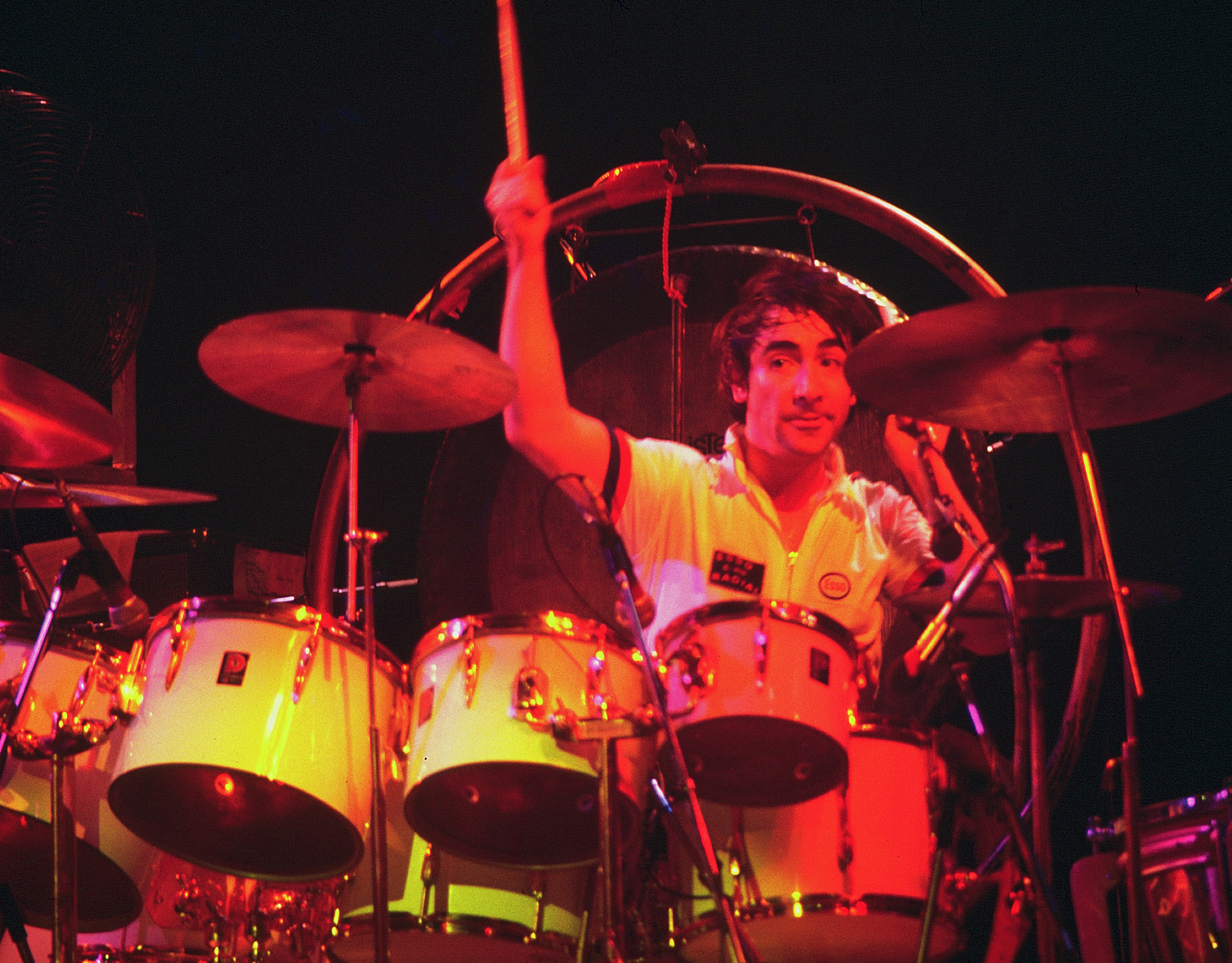
Moon 1975-ben

1978. augusztus 18-án kiadták a Who Are You lemezüket. Ez volt addigi pályafutásuk legnagyobb példányszámban és leggyorsabban elkelt albuma. Az Egyesült Államokban a második helyig jutott, a platina minősítést szeptember 20-án kapta meg. Ezt a sikert beárnyékolta Keith Moon szeptember 7-ei halála. A dobos egy Paul McCartney által rendezett parti után halt meg heminevrin-túladagolásban. Ezt a gyógyszert az alkoholról való leszokása miatt szedte. Moon utódja Kenney Jones, a Small Faces és Faces együttesek dobosa lett.
A The Who 1979. május 2-án tért vissza színpadra egy nagysikerű Rainbow Theatre-ben tartott koncerttel. Ezután egy tavaszi és nyári turnéra mentek, amelynek keretében felléptek a Cannes-i fesztiválon, a Wembley Stadionban, a Capitol Theatre-ben, és öt koncertet adtak a Madison Square Garden-ben.
1979-ben megjelent a The Kids Are Alright című dokumentumfilm, valamint a Quadrophenia film. Utóbbi az Egyesült Királyságban nagy bevételt hozott. A The Kids Are Alright tartalmazta az együttes legnagyobb színpadi pillanatait, beleértve utolsó fellépésüket Keith Moon-nal. Decemberben a The Who lett a The Beatles és a The Band után a harmadik együttes, amely szerepelt a Time címlapján. A Jay Cocker által írt cikk szerint a The Who „megelőzött, túlélt és klasszisokkal elhagyott” minden korabeli rockformációt.

#### A cincinnati tragédia
1979-ben a rövid amerikai turnét egy tragédia árnyékolta be: 1979. december 3-án Cincinnatiben a Riverfront Coliseum körül összegyűlt tömeg összepréselődésében 11 rajongó meghalt, 26 további pedig megsebesült. Ez részben a jegyárusítás következménye volt – a jegyek nem helyre szóltak, így a legkorábban érkezők foglalhatták el a legjobb helyeket. Ráadásul a kint várakozó rajongók az együttes hangpróbájáról azt hitték, megkezdődött a koncert, így a bejáratokhoz nyomultak. Az aréna bejáratainak csak egy része volt nyitva, így a tömeg teljesen összepréselődött.
Az együttes egészen a koncert végéig nem tudott a történtekről: a helyi szervek féltek a tömeg elégedetlenségétől, a koncert lefújása esetén. Az események mélyen megrázták őket, és hátralevő koncertjeiken ragaszkodtak a szervezők biztonsági felkészültségéhez. A másnap adott buffalói koncerten Daltrey így szólt a közönséghez: „Tegnap az együttes sok családtagját elvesztettük, és ez a koncert értük szól.”

### 1980-as évek

#### Változás és feloszlás

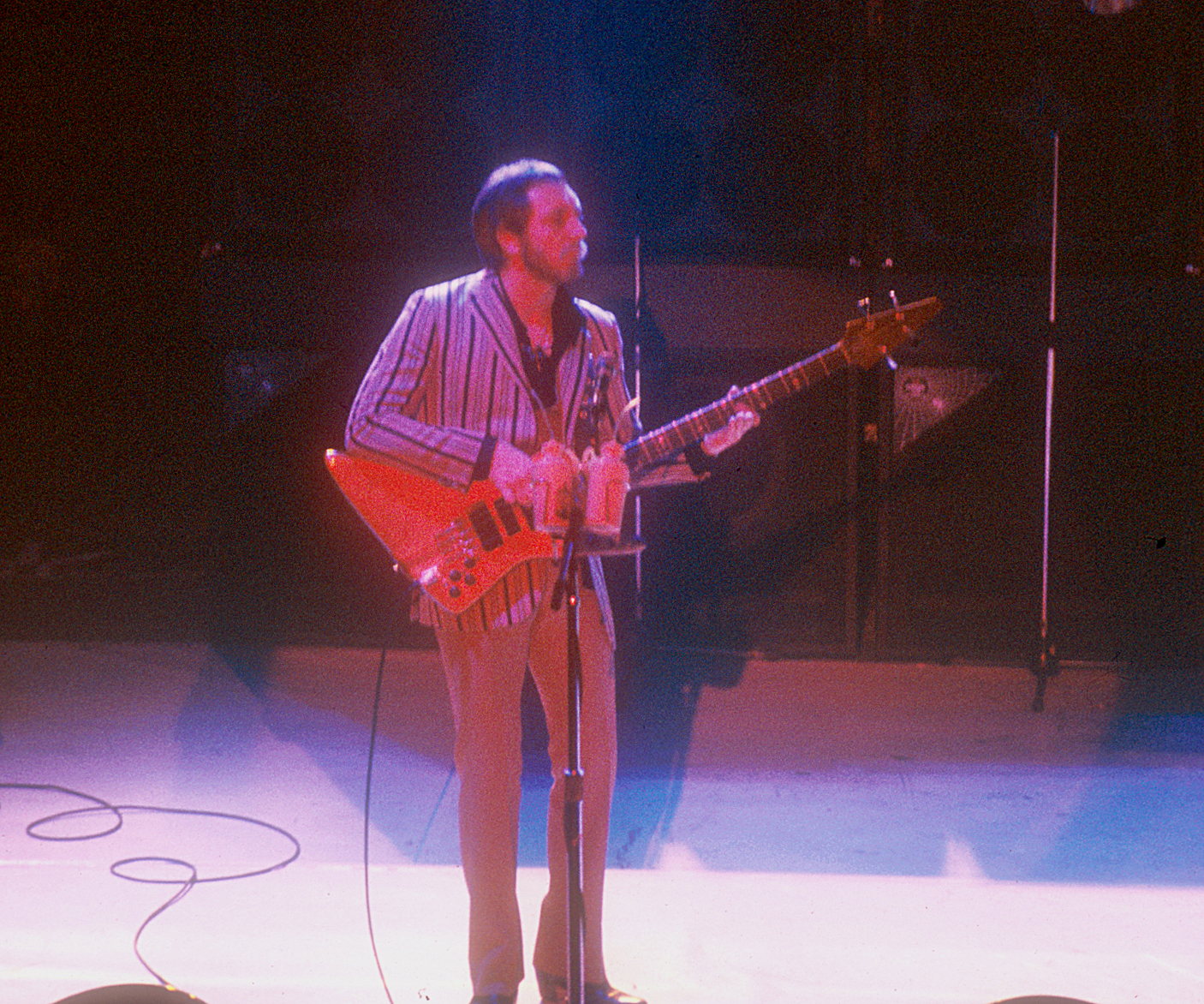
John Entwistle a The Who koncertjén 1981-ben

Az együttes két lemezt adott ki Jonesszal: Face Dances (1981) és It’s Hard (1982). A Face Dances-en szerepelt az Amerikában top 20-as, az Egyesült Királyságban pedig top 10-es You Better You Bet. A lemezen szerepelt továbbá néhány MTV- és AOR-sláger (Another Tricky Day). Az albumon szereplő dalok közül három videója az MTV első napján került lejátszásra. Habár mindkét album jól teljesített a piacon, az It’s Hard pedig öt csillagot kapott a Rolling Stone kritikájában, a rajongók egy része nem fogadta el az új hangzást. Az Athena top 30-as lett az Egyesült Államokban, és az Eminence Front is jól teljesített az amerikai listákon. Ekkoriban Townshend magánéleti gondokkal küzdött – házassága tönkrement, részben az állandó turnézás miatt. Sokat ivott és heroinfüggő lett, ami legközelebbi ismerőseit is meglepte, ugyanis Townshend korábban drogellenes volt az 1960-ban átélt rossz LSD tripjei miatt. 1982-ben szokott le, a The Who pedig elindult búcsúturnéjára az Egyesült Államokba és Kanadába. Két alkalommal is felléptek a New York-i Shea Stadium-ban (október 12-én és 13-án). A turnét december 17-én zárták Torontóban (a koncertet az HBO rögzítette). Townshend ekkor úgy nyilatkozott, hogy elmenne még egy turnéra a The Who-val, mielőtt stúdiózenekarrá válnának. Ez volt az év legnagyobb bevételét hozó turnéja, szerte Észak-Amerikában elkelt az összes jegy.
Townshend 1983 folyamán még megpróbált összehozni egy albumot, ami a Warner Bros. Records-szal kötött 1980-as szerződésükben állt, de az év végére kijelentette, képtelen új anyagot írni a The Who-nak, és decemberben 16-án kilépett az együttesből. Ezt követően saját szólóprojektjeire koncentrált, mint például White City: A Novel, The Iron Man: The Musical by Pete Townshend (két dalon Daltrey és Entwistle is közreműködött) és Psychoderelict.

#### Egyesülések
1985 júliusában a The Who – Kenney Jonesszal – összeállt a londoni Wembley Stadionban megszervezett Live Aidre. A BBC közvetítőkocsijával technikai gondok adódtak, így a televíziós közvetítésből kiamaradt a My Generation egy része, valamint a teljes Pinball Wizard. A rádió fennakadás nélkül közvetítette a fellépést. A tv-s közvetítés a Love, Reign O’er Me és a Won’t Get Fooled Again dalokra állt helyre.
Az 1988-as Brit Awards-on az együttes átvehette a Brit Hanglemezgyártók Szövetségének életműdíját. A Royal Albert Hall-ban tartott díjátadón a The Who egy rövid koncertet adott. Ez volt az utolsó alkalom, hogy Jones az együttessel dolgozott. 1989-ben a The Who egy 25. évfordulós The Kids Are Alright turnéra indult, amelyen elsősorban a Tommy dalait játszották. A dobok mögé Simon Philips ült, a szólógitáros szerepét pedig Steve Bolton vette át. Townshend akusztikus gitáron és ritmusgitáron játszott, hogy minimalizálja a hallása további romlását. A koncerteken egy fúvószenekar és háttérénekesek is felléptek, hogy bővítsék a hangzást, miközben a hangerőt az előző turnéktól jóval lejjebb tekerték. Egész Észak-Amerikában telt házas koncerteket adtak, négy egymás utáni napon is felléptek a Giants Staiumban. A foxborói Sullivan Stadium-ban adott két koncertjükre 100 000 jegy kelt el, kevesebb mint 8 óra alatt. Összességében a turnéra több, mint kétmillió jegyet adtak el. A turné során a Radio City Music Hall-ban és a Universal Amphitheatre-ben is előadták a Tommyt, utóbbi alkalommal néhány vendégfellépővel. 1990-ben megjelent a Join Together duplalemezes koncertalbum, amely az Egyesült Államokban a 188. helyig jutott a listákon. A Universal Amphitheatre-ben adott koncertről videófelvétel is készült, ami az Egyesült Államokban platina minősítést kapott.

### 1990-es évek

#### Részleges egyesülések
1990-ben, beiktatása első lehetséges évében a The Who bekerült a Rock and Roll Hall of Fame-be. A U2 énekese, Bono ez alkalomból így jellemezte őket: „Többek a többi együttestől, a The Who a mi példaképeink.” A Rock and Roll Hírességek Csarnoka szerint első számú jelöltek a világ legjobb rockzenekara címre.
1991-ben a The Who rögzítette Elton John Saturday Night's Alright for Fighting dalának feldolgozását a Two Rooms: Celebrating the Songs of Elton John & Bernie Taupin tribute-lemezre. Ez volt az utolsó új felvétel, amit Entwistle-lel együtt készítettek el. 1994-ben Daltrey 50 éves lett, ezt két Carnegie Hall-ban tartott koncerttel ünnepelte. Ekkor fellépett Entwistle és Townshend is, de a Join Together finálétól eltekintve sosem álltak egyszerre a színpadon. Daltrey ebben az évben egy turnéra indult Entwistle-lel, John "Rabbit" Bundrick billentyűssel, Zak Starkey dobossal és Simon Townshend (Pete Townshend öccse) gitárossal.

#### AQuadropheniaújjászületése
1996-ban Townshend, Entwistle és Daltrey egy Hyde Parkban adott koncerten előadták a Quadropheniát. A dobos szerepét Zak Starkey töltötte be. Az előadás narrátora Phil Daniels volt, aki a filmben Jimmy Coopert, a modot alakította. A koncert alatt különböző technikai gondok adódtak, ennek ellenére nagy siker volt. Ezt követően hat egymást követő napon is felléptek a Madison Square Gardenben. Townshend kizárólag akusztikus gitáron játszott. Ezek a fellépések hivatalosan nem voltak The Who-koncertek. A Quadrophenia sikerét látva az együttes egy 1996-os és 97-es amerikai és európai turnéra indult. Townshend főleg akusztikus gitáron játszott, de néhány dal alatt elektromos gitáron is. 1998-ban a VH1 a The Who-t minden idők 9. legjobb rock 'n' roll előadójának nevezte.
1999 végén a The Who 1985 után először lépett fel öt taggal; John "Rabbit" Bundrick játszott billentyűs hangszereken és Starkey dobolt. Az első ilyen koncertet 1999. október 29-én tartották Las Vegasban, az MGM Grand Garden Arenában. Ezután két akusztikus fellépést adtak Neil Young Bridge School Benefit jótékonysági koncertjén a kaliforniai Mountain Viewban (október 30-án és 31-én). November 12-én és 13-án a chicagói House of Bluesban léptek fel a Maryville Academy részére. December 22-én és 23-án a londoni Shepherds Bush Empire-ben adtak karácsonyi jótékonysági koncertet. 1982 óta ezek voltak az első teljes hosszúságú koncertek, amelyeken Townshend végig elektromos gitáron játszott. Az október 29-ei Las Vegas-i fellépés egy részét a televízió is közvetítette, és interneten is megtekinthető lett volna, ám a közvetítés technikai okokból meghiúsult. A felvétel később a The Vegas Job DVD-n jelent meg.

### 2000-es évek

#### Jótékonysági fellépések és Entwistle halála
Az 1999-es sikerek után az együttes 2000-ben is elindult egy amerikai turnéra, novemberben pedig az Egyesült Királyságban koncerteztek. A turnét június 6-án kezdték el a New York-i Jacob K. Javits Convention Centerben, a Robin Hood Foundation adománygyűjtő rendezvényén. Az utolsó fellépésre november 27-én került sor a Royal Albert Hall-ban, a Teenage Cancer Trust jótékonysági akcióján. A pozitív kritikákat látva az együttes tagjai között felvetődött egy új album elkészítésének lehetősége. Ugyanebben az évben a VH1 minden idők 8. legjobb hard rock zenekarának nevezte a The Who-t. 2001. október 20-án a The Who, Zak Starkey dobossal kiegészülve fellépett a The Concert for New York City rendezvényen a Madison Square Garden-ben. A fellépés alatt a Who Are You, Baba O’Riley, Behind Blue Eyes és Won’t Get Fooled Again dalokat adták elő. A koncertet a World Trade Center-t ért támadásokban elhunyt tűzoltók és rendőrök családjának ajánlották. 2001-ben átvehették a Grammy életműdíjat.
2002-ben a The Who öt koncertet adott Angliában: január 27-én és 28-án Portsmouthban, január 31-én Watfordban, február 7-én és 8-án pedig a Royal Albert Hallban a Teenage Cancer Trust jótékonysági rendezvényén. Ezek voltak Entwistle utolsó fellépései a The Who-val. Június 27-én, amerikai turnéjuk kezdete előtt, Entwistle-t holtan találták a Las Vegas-i Hard Rock Hotel-ban. A halál oka szívinfarktus volt, amelyhez a kokain fogyasztása is hozzájárult. Két koncertet lemondtak, Entwistle helyére pedig Pino Palladino került. A turnét július 1-jén kezdték meg a Hollywood Bowl-ban. A fellépések nagy részéről felvétel készült, ezek az Encore Series 2000 lemezsorozatban jelentek meg. Szeptemberben a Q magazin a The Who-t besorolta az "50 együttes, akit látnod kell, mielőtt meghalsz" listájára. A 2003 novemberében megjelent Minden idők 500 legjobb albuma listára a The Who 7 albuma is felkerült.
2004-ben a The Who kiadta az Old Red Wine és Real Good Looking Boy kislemezeket (basszusgitáron Pino Palladino és Greg Lake) a The Who: Then and Now kislemez-antológia részeként. Ezt követően egy 18 koncertes turnéra indultak Japánba, Ausztráliába, az Egyesült Királyságba és az Egyesült Államokba. Minden koncert felvétele megjelent CD-n az Encore Series 2004 részeként. Ugyanebben az évben a The Who volt az Isle of Wight fesztivál egyik fő fellépője. 2004-ben a Rolling Stone minden idők 29. legjobb előadóinak nevezte a The Who-t.

#### Endless Wire

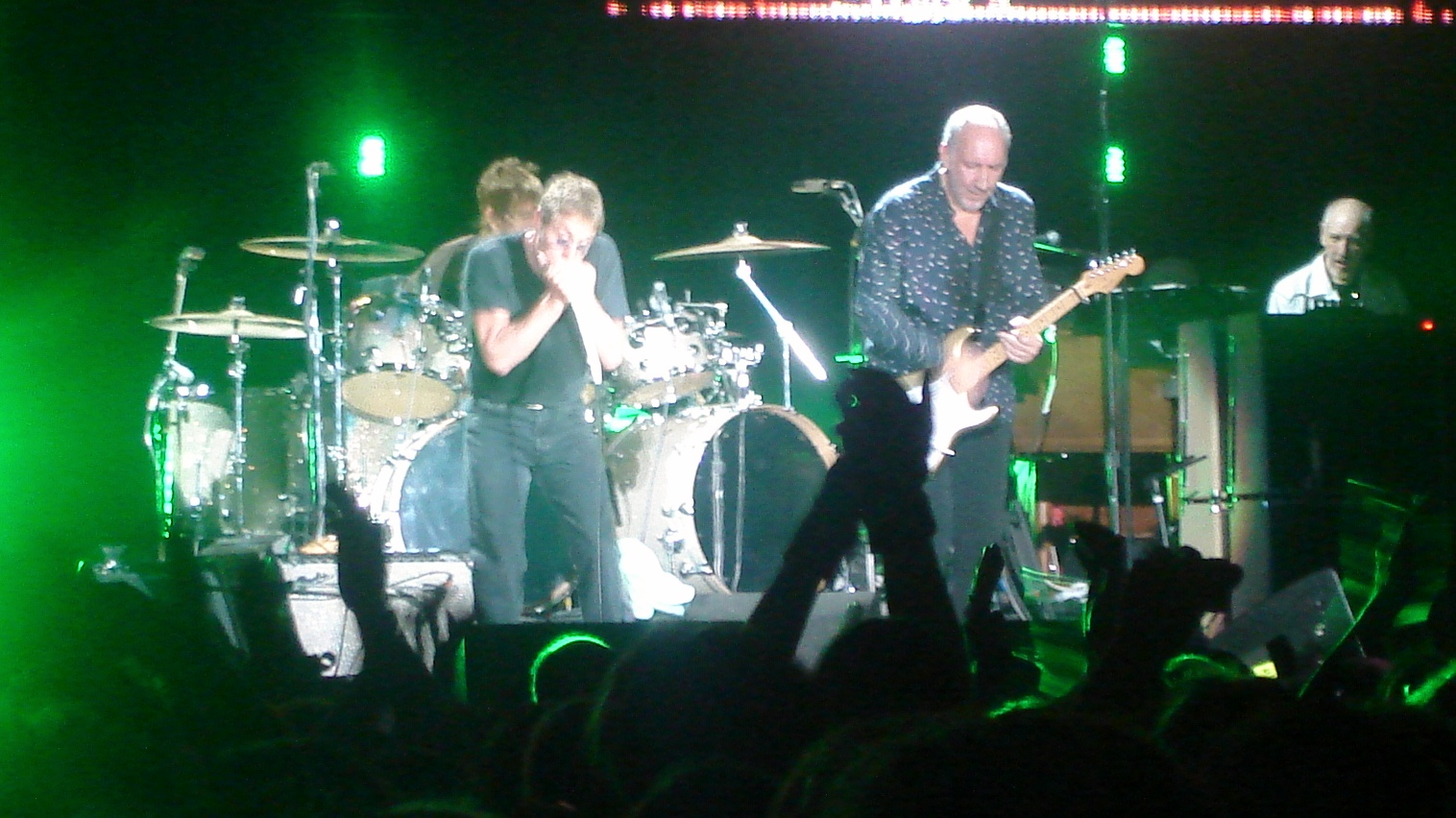
A The Who 2007-ben, balról jobbra: Zak Starkey, Roger Daltrey, Pete Townshend és John "Rabbit" Bundrick

A The Who bejelentette, hogy 2005 tavaszán, 23 év után új lemezük jelenik meg. Townshend egyfolytában dolgozott a lemezen, és 2005 ősze és 2006 tavasza között egy kisregényt, a The Boy Who Heard Music osztott meg a blogján. Ebből a kisregényből született meg a Wire & Glass miniopera, amely az új lemez magját alkotta. Később az ötletet továbbdolgozták, és egy teljes opera született belőle, melyet Townshend a Vassar Colegge-ben mutatott be.
2005. július 2-án a The Who fellépett a Live 8 londoni színpadán. Ugyanebben az évben beiktatták őket a UK Music Hall of Fame-be. 2006-ban a The Who elsőként vehette át a Freddie Mercury-életműdíjat a Vodafone zenei díjátadóján.
Az Endless Wire végül 2006. október 30-án jelent meg (az Egyesült Államokban október 31-én). Ez volt az együttes első stúdiólemeze az 1982-es It’s Hard óta. A Billboard listáján a 7. helyig jutott, a brit albumlistán pedig 9. lett. A megjelenés előtti este (október 29.) a The Who előadta az albumon szereplő Wire & Glass miniopera egy részét néhány további új dallal együtt a BBC Electric Proms zárásaként.
Az album megjelenése előtt, azt reklámozandó, a The Who egy 2006–2007-es turnéra indult. A fellépések CD-n és DVD-n jelentek meg az Encore Series 2006 and 2007 részeként. 2007. június 24-én ők zárták a Glastonbury Festival-t.

#### Amazing Journey
2007 novemberében megjelent az Amazing Journey: The Story of the Who. A dokumentumfilm addig még nem látott felvételeket tartalmazott, beleértve egy klipet az 1970-es leedsi fellépésről, és az 1964-es Railway Hotel-beli koncertről, ahol The High Numbers néven léptek fel. Az Amazing Journey-t 2009-ben Grammy-díjra jelölték.
A 2008-as VH1 Rock Honors-on a The Who előtt tisztelegtek Los Angelesben. A műsor forgatására július 12-én került sor, a televízióban július 17-én került adásba. Ugyanezen a héten, egy tizenkét dalos válogatás jelent meg a Rock Band játékhoz. A The Who a 2008-as E3-n fellépett a Rock Band partiján az Orpheum Theaterben. 2008 októberében a The Who egy turnéra ment, mely során négy japán, és tíz észak-amerikai városban lépett fel. Decemberben a Kennedy Center Honors-on vehettek át egy újabb elismerést. Miután különböző előadók játszották a dalaikat, a zárásban rendőrök és mentők kórusa lépett fel hálaként a The Who The Concert for New York City-i fellépéséért.
2009 tavaszán egy ausztráliai és új-zélandi turnét tartottak. Augusztusban Townshend bejelentette, hogy egy új musicalen dolgozik, Floss címmel, amely egy "Walter" nevű öregedő rocker történetét mondja el. Állítása szerint néhány dal feltűnhet egy jövőbeni Who-albumon.

### A 2010–es években

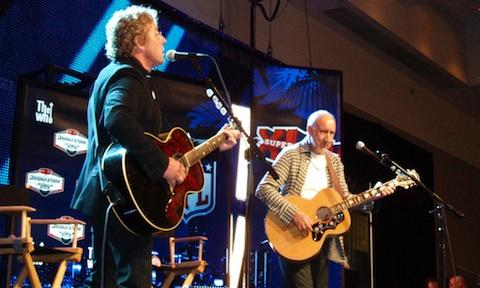
Roger Daltrey és Pete Townshend Miamiban 2010. február 5-én

A The Who lépett fel a Super Bowl XLIV félidejében 2010. február 7-én. A fellépésen a Pinball Wizard, Baba O’Riley, Who Are You, See Me, Feel Me és Won’t Get Fooled Again dalokat adták elő.
2010. március 30-án előadták a Quadropheniát a Royal Albert Hall a Teenage Cancer Trust 10 koncertes sorozatának részeként. A rockopera előadásában közreműködött Eddie Vedder, a Pearl Jam énekese, Tom Meighan, a Kasabian énekese és Tom Norris a Londoni Szimfonikus Zenekarból.
Townshend azt nyilatkozta a Rolling Stone-nak, hogy 2010 elejére egy turnét terveznek; később Townshend elárulta, hogy a tervet veszélybe sodorta a kiújuló fülzúgása. Akkoriban egy Neil Young és audiológusa által ajánlott berendezést használt. A berendezést a Royal Albert Hall-ban tartott Quadrophenia-koncerten tesztelte március 30-án. Roger Daltrey állítása szerint új felszereléssel kezdtek dolgozni, hogy Townshend is felléphessen. A The Who 2011-ben akart újra turnézni, Daltrey szerint egy „új showval”, vagy a Quadrophenia 1973-as előadásának új színpadi felszerelésével.
2010. október 11-én bejelentették a Live at Leeds 40 évfordulós szuper deluxe gyűjtői kiadását, amely 2010. november 15-én jelent meg. A kiadás a teljes 1970. február 14-ei leedsi fellépést tartalmazta, valamint egy kétlemezes felvételt az 1970. február 15-ei hulli koncertről.
Roger Daltrey egy Keith Moon-ról készülő életrajzi filmben kezdett közreműködni, See Me Feel Me: Keith Moon Naked for Your Pleasure címmel, amely 2012-ben jelent volna meg. A főszerepet Mike Myers játszotta volna, aki dobleckéket is vett a szerep miatt, a projekt készítése azonban leállt. A The Who 2011. január 13-án Londonban lépett fel Jeff Beckkel és Debbie Hardy-val egy rákellenes jótékonysági koncerten.
2011 júliusában Townshend bejelentette, hogy 2012-ben Roger Daltrey-val együtt indulnak turnéra 1973-as rockoperájukkal, a Quadropheniával. Townshend ezt írta: „Az ok, amiért most nem turnézok Rogerrel az, hogy az kizárólag Roger vállalkozása, amelyik nagy örömet szerez neki. Nem tartozom a Tommy turnéjához. A legjobbakat kívánom neki, őszintén, és alig várom, hogy Rogerrel játsszam jövőre a Quadropheniát.”
2011. november 4-én Roger Daltrey és Pete Townshend elindították a Daltrey/Townshend Teen and Young Adult Cancer Program rákkutató programot a Los Angeles-i Ronald Reagan UCLA Medical Centerben. A programot a The Who jótékonysági szervezete, a Who Cares támogatja. A program elindítását november 5-én egy adománygyűjtő rendezvény követte, amelyen Robert Plant és Dave Grohl is részt vett.
2012. július 18-án az együttes bejelentett egy 35 koncertes turnét, amely során a teljes Quadropheniát előadják. Daltrey-hoz és Townshendhez csatlakozott Zak Starkey (dob), Pino Palladino (basszusgitár), Simon Townshend (gitár/háttérének), Chris Stainton (billentyűs hangszerek), Loren Gold (billentyűs hangszerek/háttérének) és Frank Simes (zenei rendező; billentyűs hangszerek/háttérének).
2012. augusztus 12-én az együttes utolsóként lépett fel a 2012. évi nyári olimpiai játékok záróünnepségén, ahol előadták a Baba O’Riley, See Me, Feel Me és My Generation dalokat. Ugyanitt a Kaiser Chiefs a Pinball Wizard feldolgozását adta elő. Az amerikai NBC a The Who fellépését csak egy késő esti blokkban adta le a nézők nagy felháborodására.
2012. október 24-én a FOX Sports és a Spirit Music, az együttes kiadója közti megállapodás értelmében bejelentették, hogy a csatorna a World Series közvetítése alatt az együttes legnagyobb slágereit játssza majd.
2012. november 1-jén a The Who elindult a Quadrophenia and More turnéra Észak-Amerikában. 2012. november 19-én kiadták a Live at Hull koncertalbumot, melynek felvételei a leedsi koncert utáni napon készültek, és korábban csak a Live at Leeds kiadásának részeként voltak megszerezhetőek. A koncertalbumon újrakevert felvételek is hallhatóak. Továbbá egy limitált példányszámú hanglemezes kiadásban megjelent mind a tizenegy The Who-stúdióalbum, valamint a 2012-es olimpia záróceremóniáján játszott dalok és a My Generation album új kiadása.
2012. december 12-én a The Who fellépett a Madison Square Garden-ban a The Concert for Sandy Relief-en. A koncertet a televízióban, rádióban, mozikban és az interneten is közvetítették.

#### The Who Hits 50
2013 októberében Townshend azt nyilatkozta, hogy a Who 2015-ben adja majd utolsó koncertjeit, olyan helyeken, ahol korábban nem léptek fel. Daltrey később elárulta, hogy a turné nem kapcsolódik az együttes megalakulásának ötvenedik évfordulójához (amely 2013-ban volt), és Townshenddel új dalok felvételét tervezik, de a turnén elsősorban régi slágereikre összpontosítanak majd. A világkörüli turnét és egy lehetséges kísérő albumot végül 2014 júniusában jelentették be, a turné brit szakasza november 30-án Glasgowban kezdődik majd. Egy új dalt is elkészítettek, a Be Lucky-t, amely a turnéhoz megjelenő válogatásalbumon szerepel majd.

## The Who Films Ltd

### Tommy(1975)
A The Who volt az egyik első együttes, amely filmeket is készített. Első filmjük az 1975-ös Tommy volt, amely az 1969-es nagy sikerű rockoperájukon alapult. A filmben hírességek is szerepeltek, például Elton John, Oliver Reed és Ann-Margret. Daltrey alakítja a „süket, néma és vak” címszereplőt, Tommyt, Keith Moon pedig az őrült és pedofil Ernie bácsi szerepében tűnik fel.

### Quadrophenia(1979)
Második filmjük a Quadrophenia albumra épül. A történet egy modról, Jimmyről (Phil Daniels) szól, aki állandóan gyógyszereket szed és a szüleivel, majd barátaival is összetűzésbe kerül. A film végén elfordul a modoktól.

### McVicar(1980)
A The Who harmadik filmje, a McVicar igaz történetet dolgoz fel. Daltrey a hírhedt bankrablót, John McVicart alakítja, Adam Faith pedig McVicar barátját játssza. A filmzenét Daltrey szólólemeze adja, amelyen a The Who többi tagja is közreműködött.

## Örökségük és hatásuk

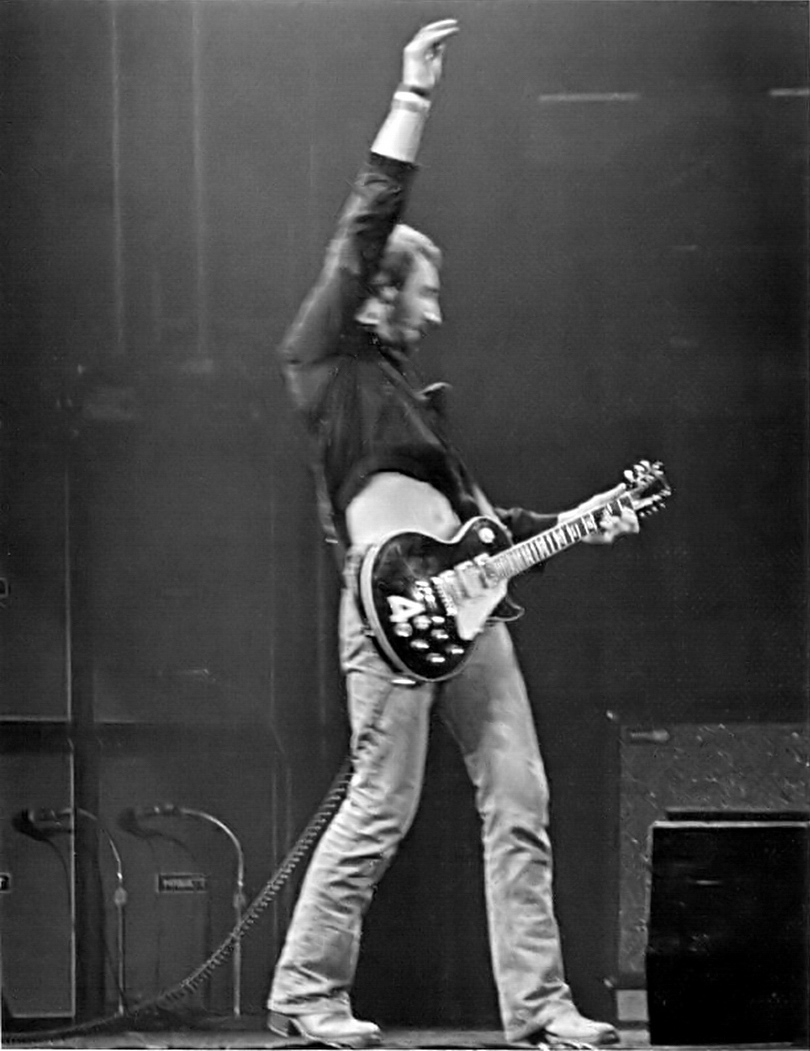
Pete Townshend a szélmalompengetést alkalmazza 1976-ban

A The Who az 1960-as és 1970-es évek egyik legnagyobb hatású rockzenekara. Olyan előadókra voltak hatással, mint a Led Zeppelin vagy a The Clash. Bono a U2-ból így nyilatkozott: „Többek a többi együttestől, a The Who a mi példaképeink.” Brian May, a Queen gitárosa azt mondta: „Ők inspiráltak.” Wayne Coyne a The Flaming Lips-ből így nyilatkozott: „Már akkor is hittem a rock & rollban, de csak miután láttam a The Who-t, kezdtem el igazán érezni. Tudtam, hogy zenésznek kell állnom.” Geddy Lee a Rushból ezt mondta: „Nagy hatással voltak az együttesünkre.” Eddie Vedder, a Pearl Jam énekese szerint „az egyetlen dolog, amit utálok a The Who-ban az, hogy betörték a rock & roll sétányának minden ajtaját, és nekünk, többieknek nem hagytak többet egy kis törmeléknél.”
A The Who mod gyökerei inspirálták a The Jam-hez hasonló mod revival együtteseket. Hatással voltak az 1990-es évek britpop előadóira is, mint például a Blurra. Az együttest többször nevezték „a punk keresztapjainak”, elsősorban hangos, agresszív hangzásuk és a My Generation dalon is felfedezhető hozzáállásuk miatt. Több protopunk- és punkegyüttes is elismerte, hogy a The Who hatással volt rájuk, mint például az MC5, a The Stooges, a Ramones és a Green Day.
Az együttest tartják a rockopera atyjainak, és ők készítették el az egyik első jelentősebb koncepcióalbumot.

A The Who logója tartalmazza a modok által is használt jelképet

1967-ben Townshend a power pop kifejezéssel jellemezte a The Who 60-as évek beli kislemezeit. Andy Summers a The Police-ból így dicsérte Townshendet: „Többé-kevésbé ő találta fel a power chordot, és felfedezhető ez a Zeppelin előtti dolog is a Who hatvanas évek beli dalain. Rengeteg minden tőle jött.” Alice Cooper szerint Keith Moon „volt a legjobb dobos, akit [ő] életében hallott”. Noel Gallagher Moont a „dobok Jimi Hendrixének” nevezte. A Rolling Stone magazin így jellemezte Daltrey-t a 100 legjobb énekes listája kapcsán: volt „egy egyedi képessége, amivel könnyedén alkalmazkodott bármilyen karakterhez, akivel Pete Townshend dalszerző előállt.” Wayne Coyne a Flaming Lips-ből ezt mondta: „Nem jössz rá, hogy Roger Daltrey milyen jó énekes, amíg nem próbálod meg magad is.” A 70-es évek power popjának képviselőire, mint például a Rasberries vagy a Cheap Trick együttesekre is hatással voltak. A The Who hatása felfedezhető az első szintetizátorokon is, melyek feltűntek a Who’s Next albumon.
A The Who életben maradt tagjai, Pete Townshend és Roger Daltrey, a popra gyakorolt hatásukért megkapták a Kennedy Center Honors elismerést. Az együttes a divatra is nagy hatást gyakorolt már megalakulása óta a pop-art népszerűsítésével és az Egyesült Királyság zászlajának a ruhadarabokon mára már elterjedt felhasználásával. A rock ikonográfiájához tett hozzájárulásuk része a power chordok, a „szélmalom-pengetés”, a Marshall-fal és a gitárok összetörése.

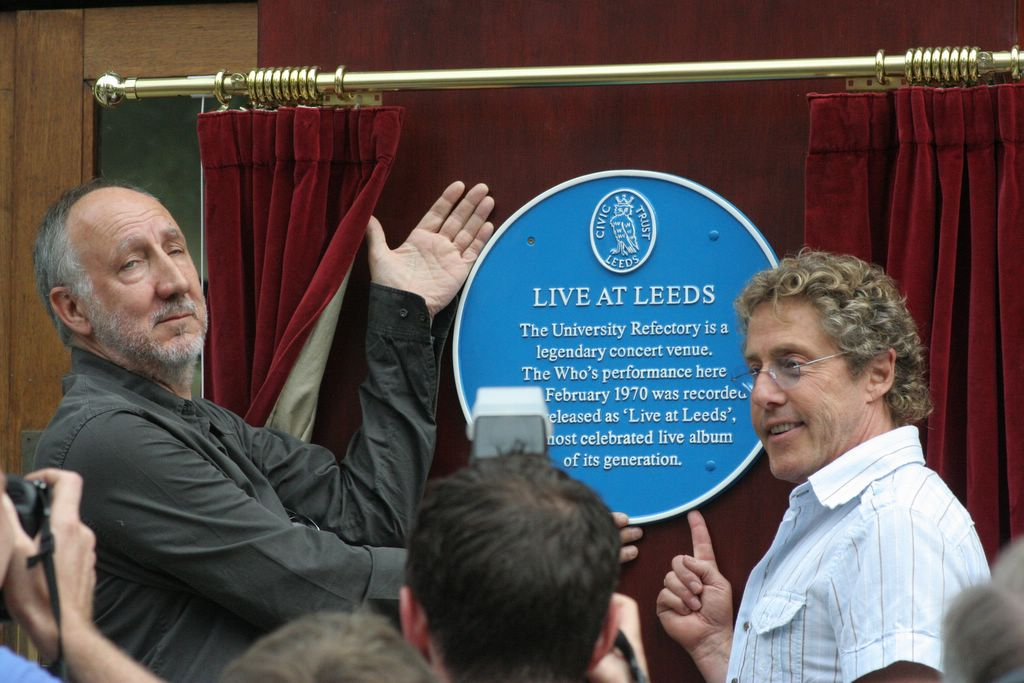
Townshend és Daltrey leleplezik az 1970-es Live at Leeds albumukra emlékező táblát a Leedsi Egyetemen 2006. június 17-én

Energikus, gyorsütemű és hangos fellépéseikkel nagy hírnevet szereztek maguknak, mint koncertzenekar. 1970-es Live at Leeds albumukat több kritikus a legjobb rock koncertalbumnak tartja. A Rolling Stone egyik közönségszavazásán minden idők legjobb koncertalbumának választották.
Mindhárom CSI-sorozat (CSI: A helyszínelők, CSI: Miami helyszínelők és CSI: New York-i helyszínelők) főcímdala The Who-szám, mégpedig a Who Are You, Won’t Get Fooled Again és Baba O’Riley. Az évek során slágereik több sorozatban is feltűntek, mint például A Simpson család, Doktor House, Két pasi – meg egy kicsi, Glee – Sztárok leszünk!, Csúcsmodellek és A nevem Earl. Az Azok a 70-es évek – show sorozat ötödik évadától minden egyes részt egy adott együttes dalairól neveztek el. Az ötödik évadban ez a Led Zeppelin volt, a hatodikban a The Who, a hetedikben a The Rolling Stones, a nyolcadikban pedig a Queen. A rockorientált filmek, mint a Majdnem híres, Rocksuli vagy Tenacious D, avagy a kerek rockerek tartalmaznak utalást az együttes munkásságára, és The Who-dalokat. Az együttes dalai feltűnnek továbbá olyan filmekben, mint például az Apolló 13 és a KicsiKÉM. A The Who dalai némely videójátékban is hallhatóak: az Eminence Front a Grand Theft Auto: San Andreas-ban, a The Seeker a Grand Theft Auto IV-ban és a Guitar Hero III: Legends of Rock-ban, a Won’t Get Fooled Again a Rock Band-ben, a Pinball Wizard a Rock Band 2-ban és az I Can See for Miles a Rock Band 3-ben. Egy letölthető kiegészítővel a Rock Band 3-ben tizenkét további The Who-dal érhető el.
A The Who dalait – elsősorban az I Can’t Explain, Substitute, My Generation, Pinball Wizard, The Seeker, Baba O’Riley, Behind Blue Eyes, Won’t Get Fooled Again és Love, Reign O’er Me dalokat – több előadó is feldolgozta, mint például Richard Thompson, The Litter, Tina Turner, Ocean Colour Scene, David Bowie, The Flaming Lips, Pearl Jam, Blur, Sheryl Crow, Limp Bizkit, Les Fleur de Lys, The Jam, Tenacious D, Styx, Scorpions, The Smashing Pumpkins, Heart, Paul Weller, Green Day, Oasis, Iron Maiden, Elton John, Rush, Sex Pistols, Alice Cooper, The Ramones, Count Five, Generation X, Great White, Marillion, The Breeders, Grateful Dead, Nirvana, Graham Parker, Rockfour, Stereophonics, The Brown Derbies, Tommy Keene, Van Halen, Kaiser Chiefs, Rod Stewart, McFly, The New Seekers, Transsylvania Phoenix, a Glee szereplői, Bettye LaVette, Labelle és mások. A Tenacious D a Tommy dalait a 2006-os turnéjuk óta rendszeresen előadják egy egyveleg formájában. A kereskedelmileg legsikeresebb feldolgozások Elton John Pinball Wizard-feldolgozása (7. az Egyesült Királyságban) és a Van Halen Won’t Get Fooled Again-feldolgozása (listavezető a Billboard Hot Mainstream Rock Tracks listán). A Limp Bizkit Behind Blue Eyes-feldolgozása is sikeres volt.
A The Who feltűnt A Simpson család A Tale of Two Springfields című részében. A részben utalások is hallhatóak a The Who-ra, és munkáik is feltűnnek (Magic Bus, Pinball Wizard, Won’t Get Fooled Again, The Seeker).
A rockzenére gyakorolt nagy hatásuk miatt rengeteg tribute-együttesük alakult az évek során, mint például a The Wholigans, Who's Who, The Whoo, The Who Show és az Australia's Who AU. Ezek az együttesek különböző rendezvényeken és fesztiválokon is fellépnek. Daltrey a The Whodlums munkáját ismerte el, akik rendszeresen gyűjtenek a Teenage Cancer Trust javára.

## Díjak és kitüntetések

### Díjak

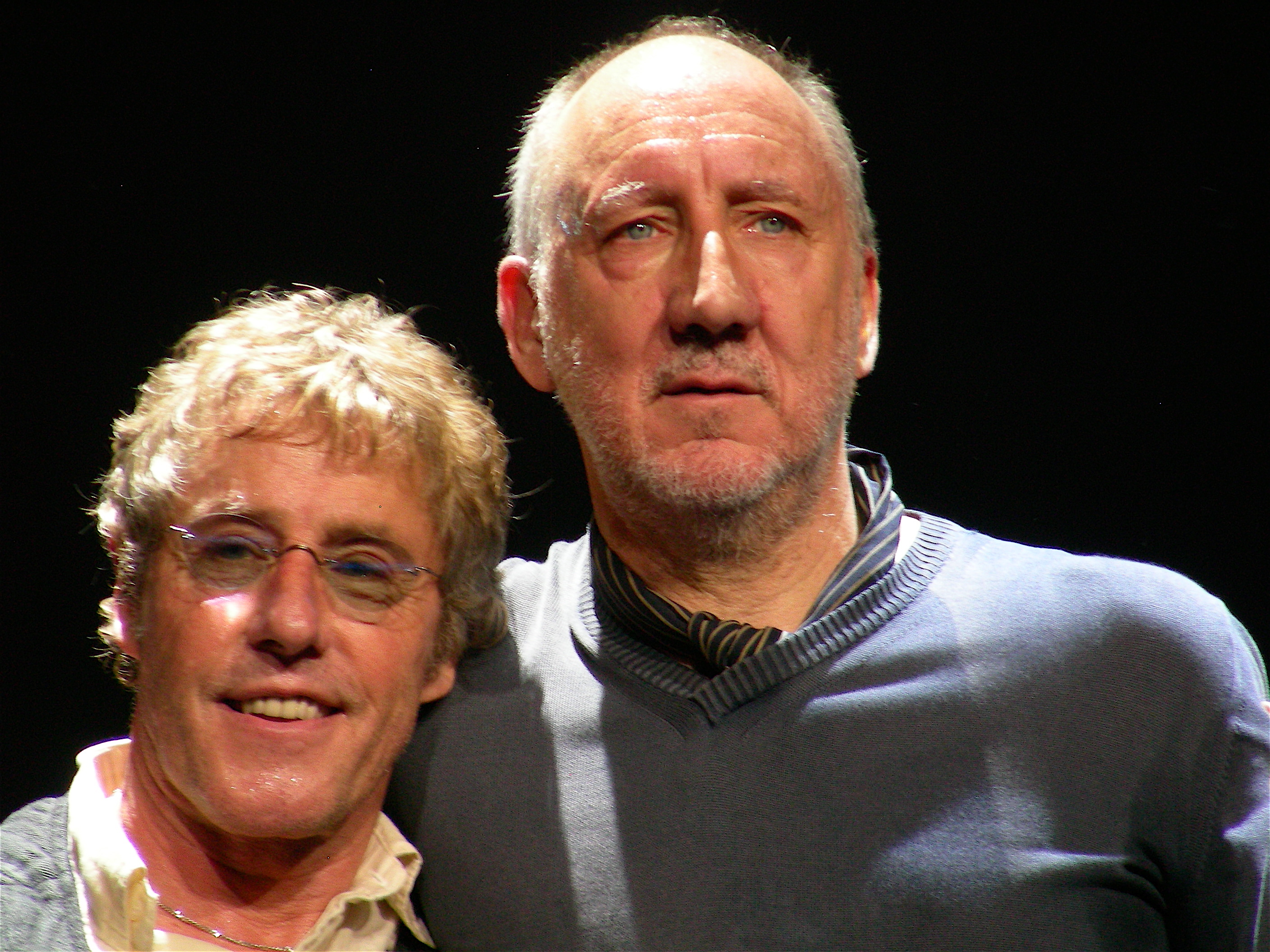
Daltrey és Townshend a philadelphiai Wells Fargo Centerben 2008. október 26-án

A The Who-t 1990-ben iktatták be a Rock and Roll Hall of Fame-be, 2005-ben pedig a UK Music Hall of Fame-be. Ők vehették át először a Freddie Mercury Életműdíjat, a 2006-os Live Music Awards-on. 1988-ban megkapták a Brit Hanglemezgyárók Szövetségének, 2001-ben pedig a Grammy Alapítvány életműdíját. A Tommy 1998-ban, a My Generation 1999-ben, a Who’s Next pedig 2007-ben került be a Grammy Hall of Fame-be. A My Generation 2009-ben bekerült az Egyesült Államok National Recording Registry-jébe. A Rock and Roll Hall of Fame a Baba O’Riley, Go to the Mirror!, I Can See For Miles és My Generation dalokat besorolta aközé az 500 dal közé, amely szerintük megformálta a rock and roll-t. A Tommy Broadway-feldolgozása, a The Who’s Tommy 1993-ban öt Tony Awardot és hat Drama Desk Award-ot kapott, míg a londoni feldolgozás három Laurence Olivier Award-ot szerzett 1997-ben. A Tommy filmfeldolgozása 1975-ben, az első Rock Music Awards-on megkapta a legjobb rockfilmnek járó díjat. 1974-ben az NME a legjobb brit kislemeznek járó díjat ítélte oda a 5:15-nek. 1978-ban Keith Moon megkapta az NME legjobb dobosnak járó díját. A következő évben a Quadrophenia film megkapta az év filmjének járó díjat. 2008. december 7-én, Townshend és Daltrey első rockegyüttesként vehették át a Kennedy Center Honors kitüntetést. 2008-ban a VH1 Rock Honors-on a The Who előtt tisztelegtek. Fellépett a Pearl Jam, a Foo Fighters, a Flaming Lips, az Incubus és a Tenacious D. 2011. március 12-én Roger Daltrey átvehette a Steiger díjat. 2011. november 9-én Roger Daltrey és Pete Townshend megkapták a Classic Album Award-ot a Quadrophenia albumért.
2012. szeptember 6-án bejelentették, hogy 2013. január 25-én Pete Townshend átveheti a Les Paul Award-ot. Michael Braunstein, a Les Paul Alapítvány igazgatója ez alkalomból így nyilatkozott: „Pete Townshend a koncerteken és a stúdióban is megtestesíti a gitárbűvészetet és a technikai elszántságot. Egy igazi személyiség és egy természetes választás a Les Paul Awardra.”

### Lemezek és dalok
A The Who hét lemeze került fel a Rolling Stone Minden idők 500 legjobb albuma listájára: A Quick One (384. hely), Quadrophenia (267. hely), My Generation (237. hely), Live at Leeds (170. hely), The Who Sell Out (115. hely), Tommy (96. hely) és Who’s Next (28. hely). A magazin minden idők 500 legjobb dalát tartalmazó listájára öt daluk került fel, az I Can’t Explain (380. hely), a Baba O’Riley (349. hely), az I Can See For Miles (262. hely), a Won’t Get Fooled Again (134. hely) és a My Generation (11. hely). A Rolling Stone "A kedvenc brit inváziós dalaitok" olvasói szavazásán az I Can See For Miles 10., a My Generation pedig 3. lett. A legjobb rockdokumentumfilmeket érintő szavazáson a The Kids Are Alright az 5. helyre került. Az Ultimate Classic Rock "A 100 legjobb klasszikus rockdal" listáján a Baba O’Riley 11. lett, míg a My Generation a "10 legjobb dobdal" lista 6. helyére került. A VH1 a 100 legjobb hard rock dalt felsorakoztató listáján a My Generation 37., a Won’t Get Fooled Again 6. lett. 2006-ban a The Guardian a 36. helyre sorolta a My Generation-t a zenét megváltoztató 50 album listáján. A Classic Rock Review az 1971-es év legjobb albumának nevezte a Who’s Next-et: „Talán minden idők legteljesebb rockalbuma; a Who’s Next-ben minden benne van.” A Guitar World a 23. legjobb gitáralbumnak nevezte a Who’s Next-et. A Q magazin 2002-ben a 24. helyre sorolta az I Can’t Explain dalt az 50 legizgalmasabb dallam listáján. A Q magazin szavazásán a Who’s Next 2003-ban 63., 2006-ban pedig 56. lett a "100 legjobb album" listán. 2007-ben a Q magazin minden idők 6. leghangosabb albumának nevezte a Live at Leeds-et, míg az NME "A legjobb koncertalbumok" listáján a 3. lett 2011-ben. Az NME magazin 1974-es, 100 legjobb albumot tartalmazó listáján a My Generation 22., a Tommy pedig 16. lett. A My Generation-t az NME 1965-ben a legjobb debütáló albumnak nevezte, a címadó dal pedig felkerült a rock 'n' roll-t meghatározó 75 dal listájára. 2007-ben az IGN minden idők legjobb klasszikus rockalbumának nevezte a Quadropheniát. A BestAlbumsEver.com weblap az 1971-es év második legjobb albumaként tüntette fel a Who’s Next-et. A 70-es évek legjobb albumait felsorakoztató listájukon a 7. lett, minden idők legjobb albumainak listáján pedig 23.

### Együttes
A The Who 3. lett az About.com "Az 50 legjobb klasszikus rockegyüttes" listáján. A Rolling Stone "Minden idők 100 legjobb előadói" listáján a 29., a "Minden idők 10 legjobb fellépői" szavazáson pedig a 3. lett. A Classic Rock minden idők második legjobb fellépőinek nevezte őket. 1998-ban 9. lettek a VH1 "Minden idők 100 legjobb előadója" listáján, 2010-ben már a 13. helyen álltak. A csatorna 2000-ben a 8. legjobb hard rock együttesnek nevezte őket. A Q magazin a 7. helyre sorolta őket az "50 együttes, akit látnod kell, mielőtt meghalsz" listán. A magazin az együttes 1970-es leedsi fellépését minden idők egyik legjobb koncertjének nevezte. A BestEverAlbums.com minden idők 13. legjobb együtteseként tartja őket számon az albumok értékelései alapján. A Guinness Rekordok Könyvében évekig birtokolták a „világ leghangosabb együttese” címét. 1976. május 31-én, a The Valley-ban adott koncertjükön 126 dB-es hangerősséget mértek 32 méteres távolságban. Az Acclaimed Music szerint a The Who minden idők 9. leginkább elismert előadója.

### Tagok
Az eredeti tagok külön-külön is kaptak elismeréseket pályafutásuk során. Roger Daltrey a 61. helyen szerepelt a Rolling Stone "A 100 legjobb énekes" listáján. Pete Townshend 3. volt Dave Marsh "A legjobb gitárosok" listáján; 10. a Gibson.com "Az 50 legjobb gitáros" listáján; és szintén 10. a Rolling Stone "A 100 legjobb gitáros" listáján. 2000-ben a Guitar magazin szavazása John Entwistle-t nevezte meg az évezred basszusgitárosának. J. D. Considine a 9. legjobb basszusgitárosnak nevezte az 50-es listáján, és a Creem magazin szavazásán a második helyre került 1974-ben. 2011-ben a Rolling Stone szavazásán az olvasók minden idők legjobb basszusgitárosának választották meg. 2012 szeptemberében a Gibson.com "A 10 legjobb metal és hard rock basszusgitáros" listáján a 7. helyet szerezte meg. Keith Moon Michael Azerrad, az 50 legjobb rock and roll dobost felsorakoztató listájának élére került. A Rolling Stone olvasói 2011-ben minden idők 2. legjobb dobosának választották meg. Ugyanebben az évben 10. lett a magazin "A 10 legnagyobb halott rocksztár" szavazásán.

## Tagok
Jelenlegi tagok
- Roger Daltrey – ének, gitár, szájharmonika, ütőhangszerek (1964–napjaink)
- Pete Townshend – gitár, billentyűs hangszerek, szintetizátor, háttérvokál (1964–napjaink)

Koncertzenészek
- Zak Starkey – dob, ütőhangszerek (1996–napjaink)
- Simon Townshend – gitár, háttérvokál (1996–1997, 2002–napjaink)
- Pino Palladino – basszusgitár (2002–napjaink)
- John Corey – billentyűs hangszerek (2012–napjaink)
- Loren Gold – billentyűs hangszerek, háttérvokál (2012–napjaink)
- J. Greg Miller – kürtök (2012–napjaink)
- Reggie Grisham – kürtök (2012–napjaink)
- Frank Simes – billentyűs hangszerek, háttérvokál, zenei rendező (2012–napjaink)

Korábbi tagok
- John Entwistle – basszusgitár, kürtök, billentyűs hangszerek (1964–2002)
- Keith Moon – dob (1964–1978)
- Kenney Jones – dob (1978–1988)

Korábbi koncertzenészek
- John "Rabbit" Bundrick – billentyűs hangszerek (1979–1981, 1985–2012)

## Diszkográfia
- My Generation (1965)
- A Quick One (1966)
- The Who Sell Out (1967)
- Tommy (1969)
- Who’s Next (1971)
- Quadrophenia (1973)
- The Who by Numbers (1975)
- Who Are You (1978)
- Face Dances (1981)
- It’s Hard (1982)
- Endless Wire (2006)
- Who (2019)[228]

## Turnék
| 1960-as évek | 1970-es évek | 1980-as évek                                                                                    | 1990-es évek                              | 2000-es évek | 2010-es évek |
| - 1962–1963-as fellépések - 1964-es fellépések - 1965-ös turné - 1966-os turné - 1967-es turné - 1968-as turné - 1969-es turné | - 1970-es turné - 1971-es turné - 1972-es turné - 1973-as turné - 1974-es turné - 1975-ös turné - 1977–1978-as fellépések - 1979-es turné | - 1980-as turné - 1981-es turné - 1982-es turné - 1985-ös és 1988-as fellépések - 1989-es turné | - 1996–1997-es turné - 1999-es fellépések | - 2000-es turné - 2001-es fellépés a The Concert for New York City-n - 2002-es turné - 2004-es turné - 2005-ös fellépés a Live 8-en - 2006–2007-es turné - 2008–2009-es turné | - 2010-es fellépések - 2011-es fellépések - 2012–13-as turné - 2012-es fellépés a The Concert for Sandy Relief-en |

## Fordítás
Ez a szócikk részben vagy egészben  a   The Who című angol Wikipédia-szócikk ezen változatának fordításán alapul.  Az eredeti cikk szerkesztőit annak laptörténete sorolja fel. Ez a jelzés csupán a megfogalmazás eredetét és a szerzői jogokat jelzi, nem szolgál a cikkben szereplő információk forrásmegjelöléseként.